# ワスカル・ブラゾバン
ワスカル・レアンドロ・ブラゾバン（Huascar Leandro Brazobán, 1989年10月15日 - ）は、ドミニカ共和国サントドミンゴビジャ・メジャ出身のプロ野球選手（投手）。右投右打。MLBのニューヨーク・メッツ所属。

## 経歴

### プロ入りとロッキーズ傘下時代
2012年にアマチュアFAでコロラド・ロッキーズと契約を結んでプロ入り。
2015年は怪我で全休し、オフの11月6日にFAとなった。
2016年はいずれの球団にも所属せず野球から離れていたが、11月18日にロッキーズと再契約を結んだ。
2017年は傘下A+級ランカスター・ジェットホークスとAA級ハートフォード・ヤードゴーツで37試合に登板し、2勝1敗5セーブ、防御率5.77という成績を記録したが、オフの11月6日にFAとなった。

### 独立リーグ時代
2018年はアトランティックリーグのランカスター・バーンストーマーズに所属し、37試合に登板して2勝4敗4セーブ、防御率1.99という成績を記録した。
2019年はシーズンがほぼ終了するまでビザが発給されなかったため、公式戦未登板で終わった。
2020年もランカスターと再契約したが、新型コロナウイルスの感染拡大の影響でアトランティックリーグが開催されなかったため、この年も公式戦での登板はなかった。
2021年の開幕前の3月4日に、交換トレードで同リーグのハイポイント・ロッカーズに移籍した。この年は16試合に登板して、1勝1敗、防御率2.81という成績を記録した。

### マーリンズ時代

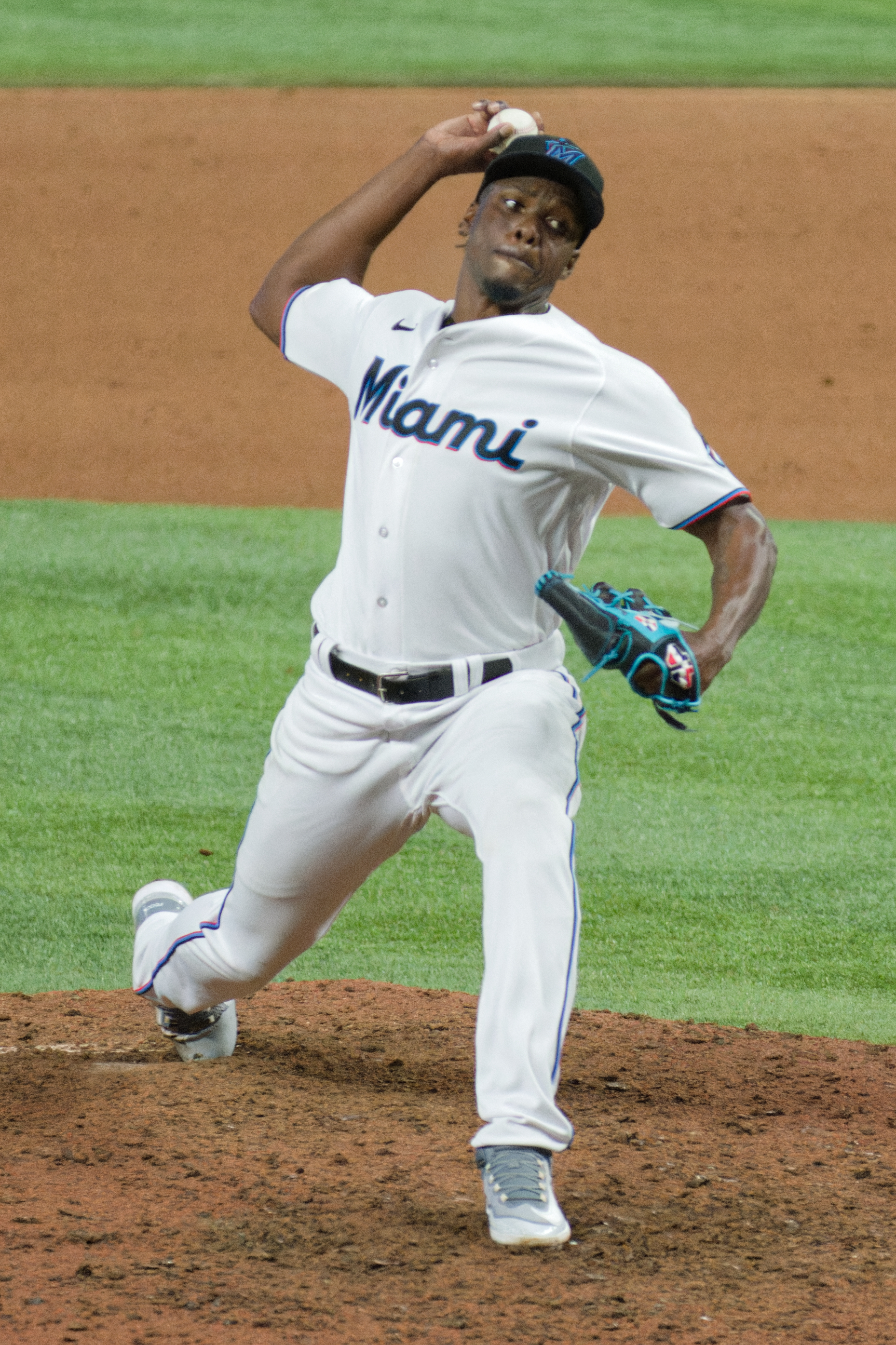
マイアミ・マーリンズ時代
（2023年3月30日）

2022年1月4日にマイアミ・マーリンズとマイナー契約を結んだ。開幕はAA級のジャクソンビル・ジャンボシュリンプで迎えたが、27試合にリリーフ登板して2勝0敗、防御率3.18、59奪三振、与四球わずか16という好成績を残し、7月24日にメジャー契約を結び、その日のピッツバーグ・パイレーツ戦で32歳にしてメジャーデビューを果たした。その後はシーズン終了までメジャーでプレーし、27試合に登板して1勝1敗4ホールド、防御率3.09という成績を残した。
2023年シーズンは50試合に登板し、防御率4.14という成績であった。また、この年はチームがポストシーズンに出場した為、自身初となるポストシーズンのロースター入りを果たした。このポストシーズンではワイルドカードシリーズでフィラデルフィア・フィリーズに連敗して敗退したものの、第1戦でホルヘ・ソリアーノの後を受けて4番手として登板して自身初となるポストシーズン登板を果たした（この試合では1回を投げて、1四球、無失点）。

### メッツ時代
2024年7月30日にウィルフレド・ララとのトレードでニューヨーク・メッツへ移籍した。この年は2チーム合計で39試合に登板して1勝3敗と負け越したものの、防御率はこの時点で2番目に良い数字となる3.83を記録した。また、51個の三振を奪った。オフにはドミニカに派遣され、同国のウィンターリーグに参加。ギガンテス・デル・シバオに所属した。

## 詳細情報

### 年度別投手成績
| 年 度    | 球 団    | 登 板 | 先 発 | 完 投 | 完 封 | 無 四 球 | 勝 利 | 敗 戦 | セ 丨 ブ | ホ 丨 ル ド | 勝 率 | 打 者 | 投 球 回 | 被 安 打 | 被 本 塁 打 | 与 四 球 | 敬 遠 | 与 死 球 | 奪 三 振 | 暴 投 | ボ 丨 ク | 失 点 | 自 責 点 | 防 御 率 | W H I P |
| -------- | -------- | ----- | ----- | ----- | ----- | -------- | ----- | ----- | -------- | ----------- | ----- | ----- | -------- | -------- | ----------- | -------- | ----- | -------- | -------- | ----- | -------- | ----- | -------- | -------- | ------- |
| 2022     | MIA      | 27    | 0     | 0     | 0     | 0        | 1     | 1     | 0        | 4           | .500  | 141   | 32.0     | 26       | 3           | 21       | 1     | 2        | 40       | 7     | 0        | 13    | 11       | 3.09     | 1.47    |
| 2023     | MIA      | 50    | 0     | 0     | 0     | 0        | 5     | 2     | 0        | 13          | .714  | 257   | 58.2     | 53       | 5           | 31       | 2     | 4        | 65       | 3     | 0        | 28    | 27       | 4.14     | 1.43    |
| 2024     | MIA      | 20    | 0     | 0     | 0     | 0        | 1     | 2     | 0        | 2           | .333  | 125   | 30.2     | 20       | 1           | 11       | 0     | 2        | 34       | 1     | 0        | 14    | 10       | 2.93     | 1.01    |
| 2024     | NYM      | 19    | 0     | 0     | 0     | 0        | 0     | 1     | 0        | 3           | .000  | 92    | 21.0     | 18       | 1           | 14       | 0     | 1        | 17       | 3     | 0        | 12    | 12       | 5.14     | 1.52    |
| '24計    | NYM      | 39    | 0     | 0     | 0     | 0        | 1     | 3     | 0        | 5           | .250  | 217   | 51.2     | 38       | 2           | 25       | 0     | 3        | 51       | 4     | 0        | 26    | 22       | 3.83     | 1.22    |
| MLB：3年 | MLB：3年 | 108   | 0     | 0     | 0     | 0        | 7     | 6     | 0        | 22          | .538  | 615   | 142.1    | 117      | 10          | 77       | 3     | 9        | 156      | 14    | 0        | 67    | 60       | 2.40     | 1.36    |

- 2024年度シーズン終了時

### ポストシーズン投手成績
| 年 度     | 球 団     | シ リ ｜ ズ | 登 板 | 先 発 | 勝 利 | 敗 戦 | セ ｜ ブ | 打 者 | 投 球 回 | 被 安 打 | 被 本 塁 打 | 与 四 球 | 敬 遠 | 与 死 球 | 奪 三 振 | 暴 投 | ボ ｜ ク | 失 点 | 自 責 点 | 防 御 率 |
| --------- | --------- | ----------- | ----- | ----- | ----- | ----- | -------- | ----- | -------- | -------- | ----------- | -------- | ----- | -------- | -------- | ----- | -------- | ----- | -------- | -------- |
| 2023      | MIA       | NLWC        | 1     | 0     | 0     | 0     | 0        | 4     | 1.0      | 0        | 0           | 1        | 0     | 0        | 2        | 0     | 0        | 0     | 0        | 0.00     |
| 出場：1回 | 出場：1回 | 出場：1回   | 1     | 0     | 0     | 0     | 0        | 4     | 1.0      | 0        | 0           | 1        | 0     | 0        | 2        | 0     | 0        | 0     | 0        | 0.00     |

- 2024年度シーズン終了時

### 年度別守備成績
| 年 度 | 球 団 | 投手（P） | 投手（P） | 投手（P） | 投手（P） | 投手（P） | 投手（P） |
| 年 度 | 球 団 | 試 合     | 刺 殺     | 補 殺     | 失 策     | 併 殺     | 守 備 率  |
| ----- | ----- | --------- | --------- | --------- | --------- | --------- | --------- |
| 2022  | MIA   | 27        | 2         | 4         | 1         | 0         | .857      |
| 2023  | MIA   | 50        | 3         | 5         | 2         | 1         | .800      |
| MLB   | MLB   | 77        | 5         | 9         | 3         | 1         | .824      |

- 2023年度シーズン終了時

### 背番号
- 81（2022年）
- 31（2023年 - 2024年7月27日）
- 43（2024年7月31日 - ）